# Carcharhinus perezii
Carcharhinus perezii (лат.) — вид хрящевых рыб из семейства серых акул отряда кархаринообразных. Максимальная зарегистрированная длина 295 сантиметров. Эти акулы обитают в Западной Атлантике и бассейне Карибского моря от Флориды (США) до Бразилии на глубине до 378 м. У них обтекаемое тело веретенообразной формы, характерной для серых акул, поэтому их трудно отличить, например, от тёмных и шёлковых акул.
Carcharhinus perezii является живородящим видом. В помёте до 6 новорождённых. Беременность длится около года. Эти акулы ведут ночной образ жизни и не совершают миграций. Основу рациона составляют различные костистые и хрящевые рыбы. Являются потенциально опасными для человека, но в целом не агрессивны. Представляют интерес для экотуризма. Этих акул добывают коммерческим и кустарным способом, мясо употребляют в пищу.

## Таксономия и филогенез
Впервые вид был научно описан кубинским зоологом Фелипе Поэем как Platypodon perezi на основании изучения 6 особей, пойманных у побережья Кубы. Более поздние авторы признали род Platypodon синонимом рода серых акул. Вид назван в честь друга и компаньона Фелипе Поэя Лауреано Переса Аркаса (исп. Laureano Pérez Arcas), сотрудника Мадридского университета, автора учебника «Elementos de Zoología», который исследователь использовал в ходе своей работы в Университете Гаваны. 

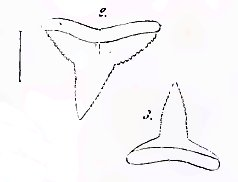
Оригинальное изображение зубов вида Carcharhinus perezii

На основании морфологического сходства новозеландский ихтиолог Джек Гаррик в 1982 году объединил Carcharhinus perezii, Carcharhinus altimus и серо-голубую акулу в одну группу, тогда как Леонард Компаньо в 1988 году признал Carcharhinus perezii и Carcharhinus amblyrhynchoides близкородственными видами. Филогенетический анализ, проведённый в 1992 году, показал, что Carcharhinus perezii является близкородственным таксоном кладе, образованной галапагосской, тёмной, длиннокрылой и синей акулой. Однако для точного определения таксономических взаимоотношений серых акул необходимы дополнительные исследования.
У этого вида пока нет русскоязычного официально принятого научного названия, но в просторечии их иногда называют карибскими рифовыми акулами.

## Ареал
Эти акулы обитают в тропических водах Северной, Центральной и Южной Америк, имея наибольшее распространение в водах Карибского бассейна в водах Флориды, Бермудских островов, Юкатана, Кубы, Ямайки, Багамских островов, Мексики, Пуэрто-Рико, Колумбии, Венесуэлы и Бразилии. Они встречаются на мелководье, вокруг коралловых рифов и у края подводных обрывов на глубине до 378 метров, однако они редко опускаются глубже 30 м. Иногда Carcharhinus perezii попадаются в илистых районах в дельтах бразильских рек.

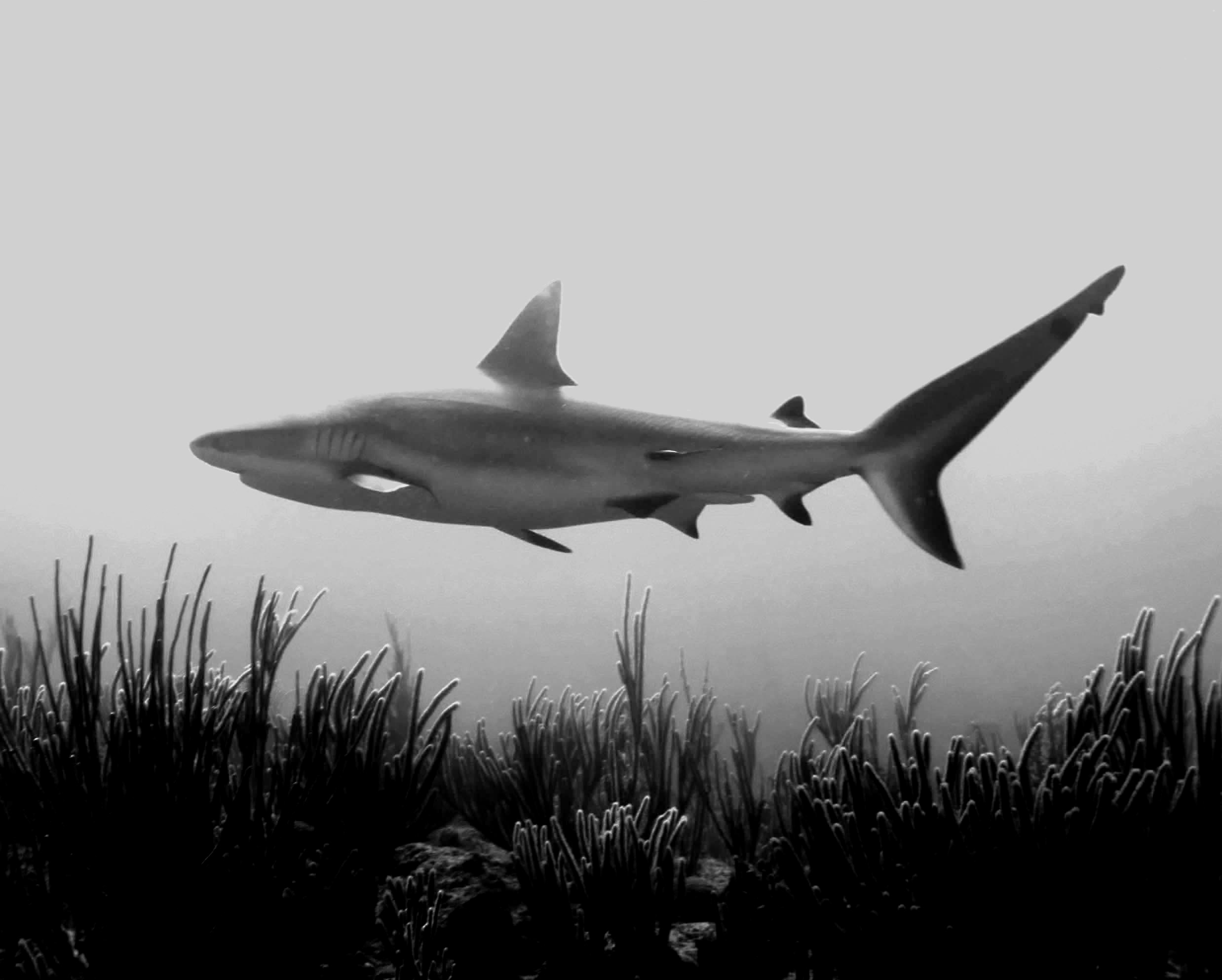
У этих акул сильно удлинена верхняя лопасть хвостового плавника

## Описание
У Carcharhinus perezii крепкое веретенообразное тело и широкое, округлое, короткое рыло. Крупный рот имеет форму дуги с треугольными зазубренными зубами. На каждой челюсти имеются по 22—26 зубных рядов. Зубы с широким основанием оканчиваются остриём, более узким на нижней челюсти. Края зубов зазубрены. Глаза большие и круглые, оснащены мигательной мембраной. Пять пар жаберных щелей довольно длинные, третья пара расположена на уровне начала основания грудных плавников. Первый спинной плавник имеет слегка серпообразную форму с большим изогнутым задним краем. Второй спинной плавник намного меньше первого. Между спинными плавниками имеется невысокий гребень. Основание первого спинного плавника расположено на уровне окончания свободных задних кончиков грудных плавников, а основание второго лежит перед основанием анального плавника. Грудные плавники серповидной формы хорошо развиты и сужаются к концам. Хвостовой плавник асимметричен. Средний размер взрослой особи 152—168 сантиметров. Максимальная зарегистрированная длина 295 сантиметров, а вес — 70 кг. Кожные складки у ноздрей отсутствуют.
Дорсальная поверхность тела окрашена в серо-коричневый цвет, а вентральная — в белый или желтовато-белый. По бокам пролегают чуть заметные полосы. Чёткие отметины на плавниках отсутствуют, однако нижняя поверхность парных плавников, анального плавника и нижней лопасти хвостового плавника темнее основного фона. Кожа плотно покрыта перекрывающими друг друга плакоидными чешуйками.

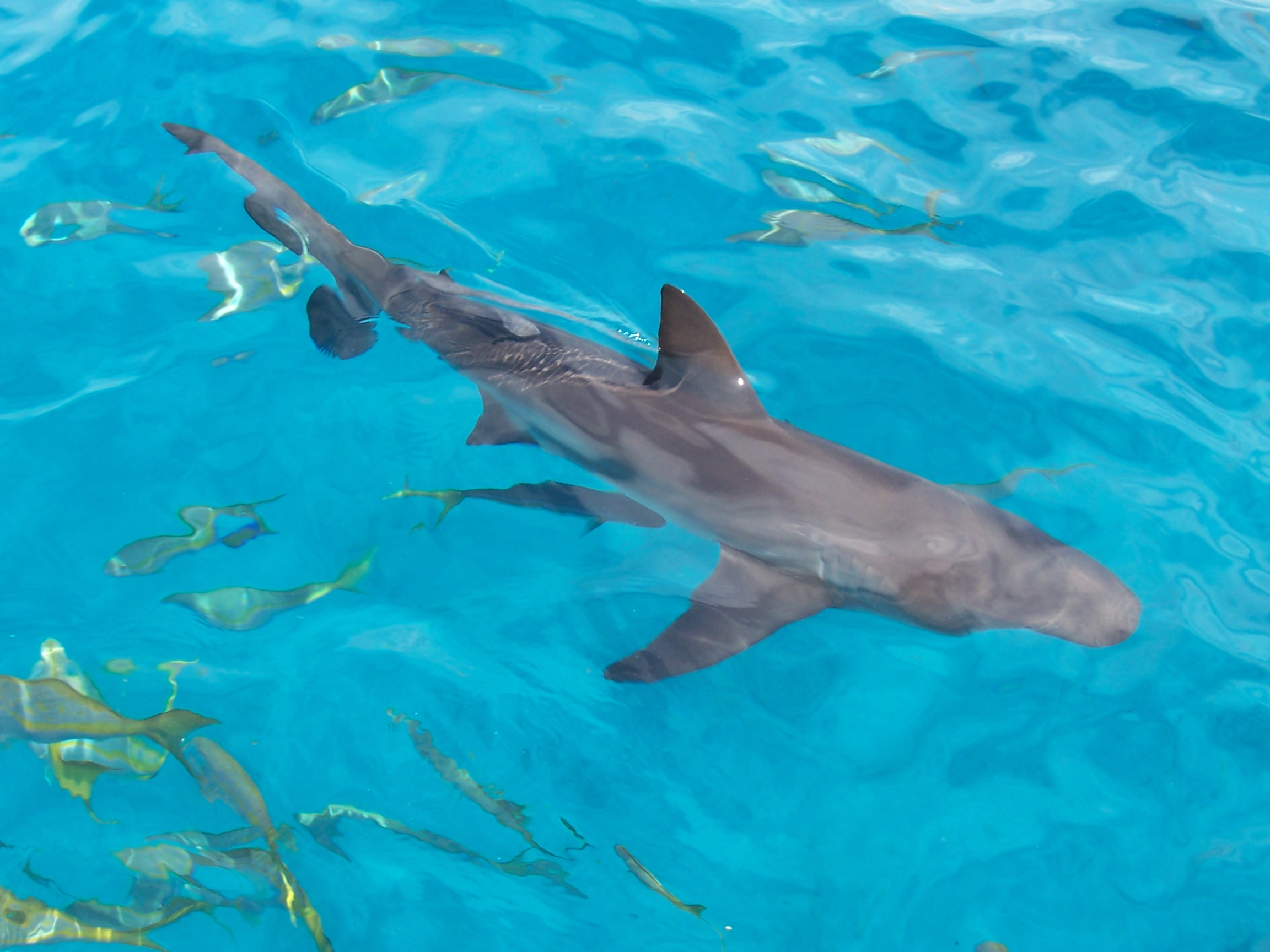
Carcharhinus_perezii часто поднимаются к самой поверхности воды

## Биология
Несмотря на то, что эти акулы широко распространены в Карибском бассейне, они изучены мало по сравнению с прочими крупными видами серых акул. Ведут ночной образ жизни. Сезонного изменения активности и миграций не наблюдается. Молодые акулы этого вида зачастую имеют ограниченный индивидуальный участок обитания, тогда как взрослые патрулируют обширные территории.
В отличие от большинства видов акул, которые вынуждены двигаться, чтобы вода, проходя через жаберные щели, снабжала организм кислородом, Carcharhinus perezii способны лежать на дне неподвижно, фильтруя воду через жаберные щели. В 1975 году Юджини Кларк исследовала этот знаменитый феномен в пещерах Исла-Мухерес и у берегов полуострова Юкатан и установила, что на самом деле акулы не спят и, судя по движению глаз, следят за дайверами. Кларк предположила, что пресноводный восходящий поток воды внутри пещер помогает акулам избавиться от паразитов и оказывает на них своеобразный «наркотический» эффект. Будучи потревоженными Carcharhinus perezii начинают вести себя агрессивно: движения становятся резкими, акулы стремительно меняют направление и на несколько секунд опускают грудные плавники. Однако подобное агрессивное поведение у данного вида носит менее выраженный характер по сравнению с темнопёрыми серыми акулами.
Молодые Carcharhinus perezii могут стать добычей крупных акул, например, тигровой или тупорылой акулы. Вид практически не подвержен поражению паразитами. Исключением является пиявки, которые прикрепляются к спинному плавнику этой акулы. У северного побережья Бразилии молодые акулы этого вида избавляются от паразитов с помощью рыбок Elacatinus randalli. Вокруг Carcharhinus perezii часто можно наблюдать стаи большеглазых и красных каранксов.

### Питание

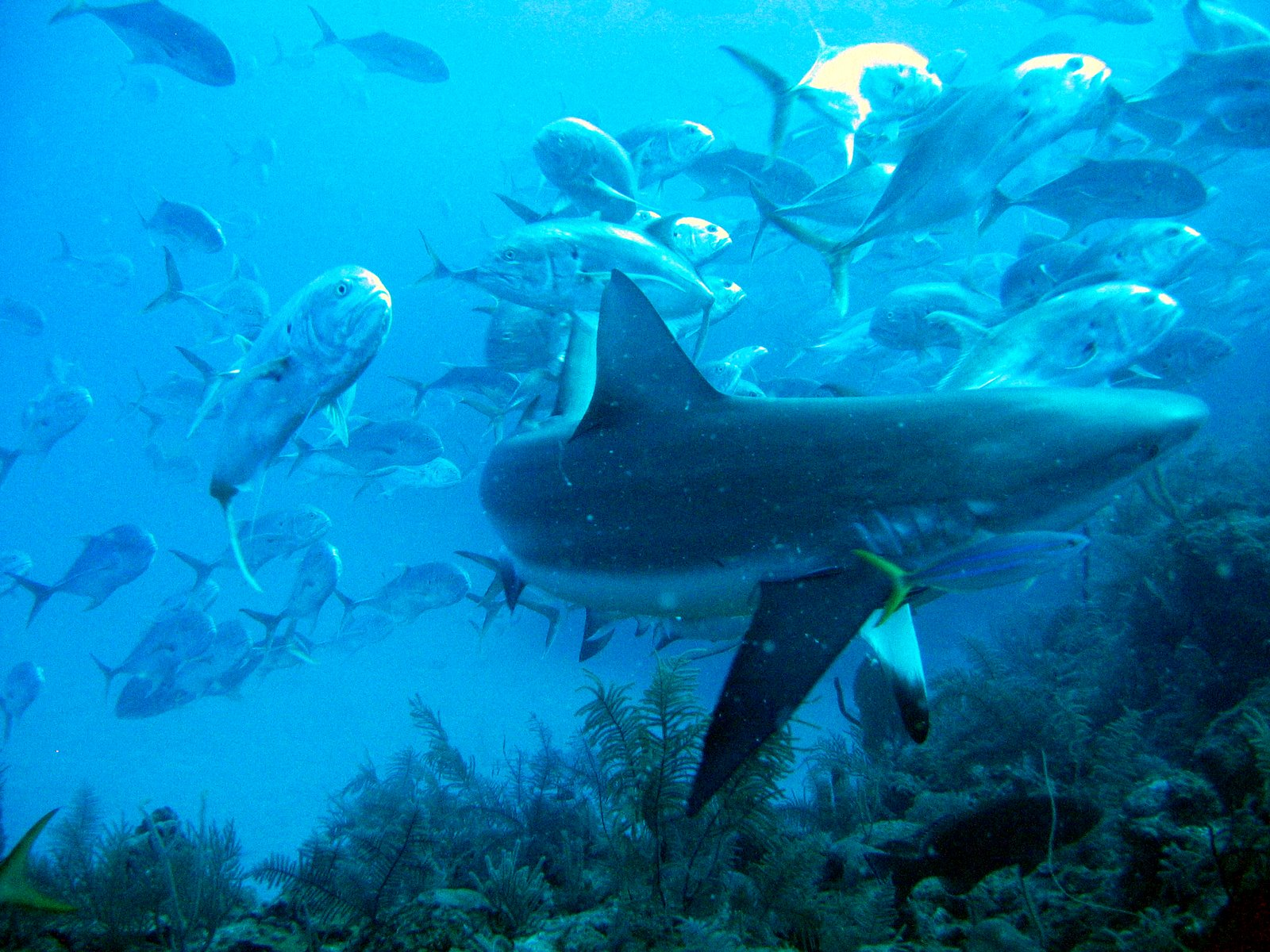
Большие каранксы (Caranx hippos), входят в рацион C. perezii, но иногда они сами атакуют хищницу

Рацион C. perezii состоит в основном из разнообразных костистых рыб, обитающих на рифах, а также хрящевых рыб, например, пятнистых орляков и скатов Urobatis jamaicensis. Считается, что данный вид акул отдаёт предпочтение больной и раненой рыбе, которая двигается резко и прерывисто (говорят, что раненая рыба «бьётся»). С помощью боковой линии акула обнаруживает звуковые колебания низкой частоты, что говорит о наличии неподалёку подходящей жертвы. Наблюдали за тем, как в ходе охоты за рабирубией двухметровый самец C. perezii вяло кружил и совершал нерешительные развороты в её сторону, а затем внезапно ускорился, повел головой из стороны в сторону и схватил рыбу краем челюсти. Молодые акулы питаются небольшими рыбами, креветками и крабами. C. perezii способны исторгнуть из желудка проглоченное, вероятно, чтобы избавиться от несъедобных частиц, паразитов и слизи, устилающей желудок.

### Размножение
Carcharhinus perezii является живородящим видом, эмбрионы развиваются внутриутробно, питаясь желтком, затем опустевший желточный мешок трансформируется в плацентарное соединение, через которое они продолжают получать питание. В помёте от 4 до 6 новорождённых длиной до 74 см. В процессе совокупления самцы зачастую кусают самок, оставляя на их шкуре многочисленные хорошо заметные шрамы. В архипелаге Фернанду-ди-Норонья и на атолле Рокас в водах Бразилии роды приходятся на конец засушливого сезона с февраля по апрель, тогда как в других местах Южного полушария самки приносят потомство во время сезона дождей в ноябре и декабре. Беременность протекает в течение 1 года. Самцы и самки достигают половой зрелости при длине 1,5—1,7 и 2—3 метра соответственно.

## Взаимоотношения с человеком
Этих акул добывают коммерческим и кустарным способом с помощью ярусов и жаберных сетей. Ценятся мясо, кожа, жир печени, из остовов производят рыбную муку. В Колумбии до 39 % от всего улова с помощью ярусов приходится на Carcharhinus perezii, где этих акул добывают ради плавников, жира и челюстей. В Белизе они попадаются в качестве прилова на крючок при ловле груперов и луцианов, плавники экспортируют на азиатские рынки, а мясо поступает в продажу внутри страны. Судя по уловам, в Белизе численность популяции с середины прошлого века до 90-х годов существенно сократилась. Мясо Carcharhinus perezii может содержать большое количество метилртути и тяжёлых металлов. Международный союз охраны природы присвоил этому виду статус сохранности «Близкий к уязвимому положению». Акулы этого вида страдают от ухудшения условий обитания в связи с разрушением рифов. Их коммерческий промысел запрещён в водах США. На Багамах их охраняют как ценный объект экотуризма.

### Погружения с акулами и туризм

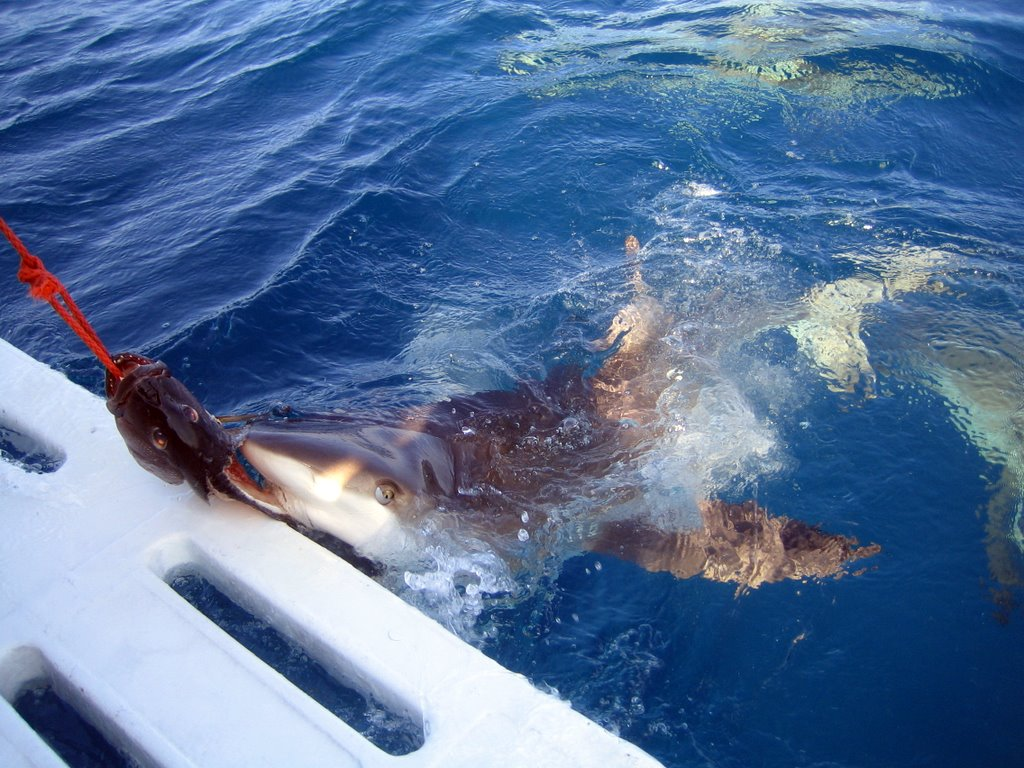
Кормление акул с судна, Сады Королевы, Куба

Акулы этого вида любопытны и не пугливы. Обычно в присутствии людей они ведут себя индифферентно, однако, при появлении пищи они становятся агрессивными, крупные особи могут представлять опасность.
Экотуризм приносит хорошую прибыль, на Багамах ежегодно дайверы тратят до 6 млн долларов на такой аттракцион, как наблюдение за кормлением акул под водой. В этих местах прибыль от живых акул оценивается от 13 000 до 40 000 долларов за особь, тогда как цена за мёртвую акулу не превышает 50—60 долларов. Иногда в качестве дополнительного развлечения туристам предлагается кормление акул, как под водой, так и на поверхности. Сторонники и противники такого рода шоу категорически расходятся во мнении, допустимо ли кормление акул вблизи районов компактного проживания людей и влияет ли такого рода бизнес на статистику нападений акул на человека.

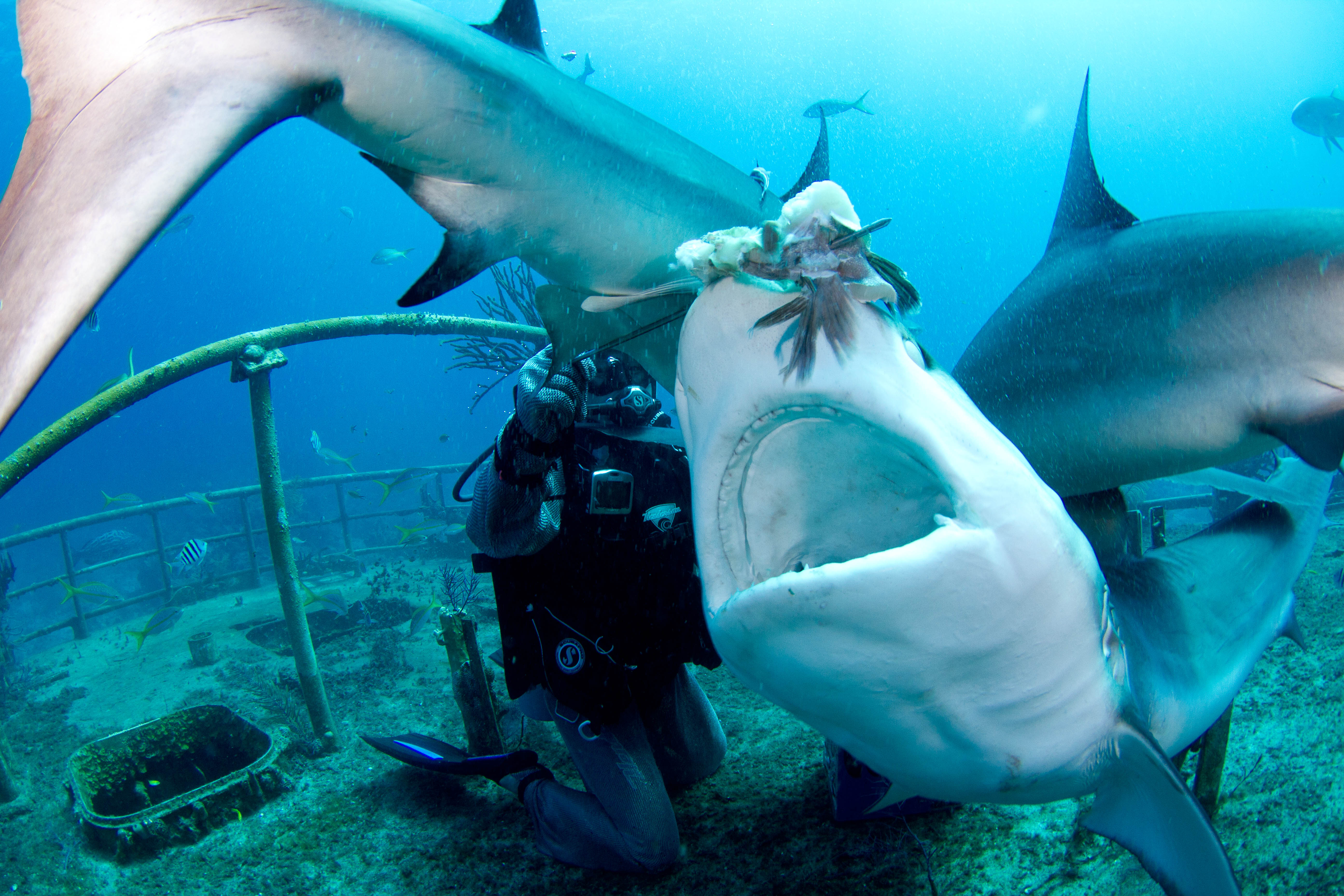
Кормление акул на Багамах

## Опасность для человека
Эти акулы, хотя и входят в список потенциально опасных для человека, не представляют серьёзной угрозы, за исключением ситуаций, когда их провоцируют на нападение, например, если у человека открытая рана или же в ходе подводной охоты. Global Shark Attack File Архивная копия от 4 мая 2007 на Wayback Machine приводит целый ряд несчастных случаев, произошедших на Багамских островах, связанных с этим видом акул. Большая часть произошла во время подводной охоты. А такой авторитетный источник, как fishbase.org, определяет Carcharhinus perezii как «агрессивный вид, замеченный в попытках атаковать дайверов в Карибском море».